# Nána
Nána (in ungherese Nána) è un comune della Slovacchia facente parte del distretto di Nové Zámky, nella regione di Nitra.